# Haras national suisse

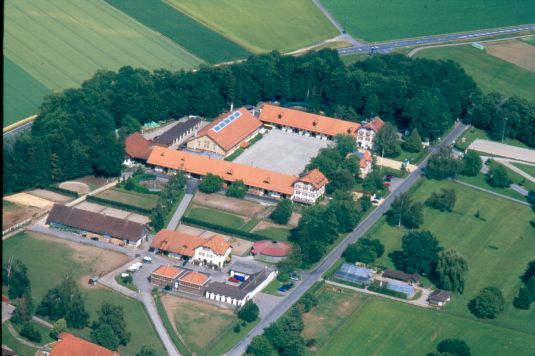
Le Haras national suisse (HNS) vu du ciel.

Le Haras national suisse (HNS) est un établissement voué à la conservation et l'amélioration des races chevalines suisses, fondé en 1899. Il est désormais un centre de compétences pour les questions relatives à l'élevage et à la garde des équidés dans l'espace rural. Depuis janvier 2000, le haras est géré sur la base d'un mandat de prestations que lui confie le Conseil fédéral suisse et d'une enveloppe budgétaire. Il fait partie d'Agroscope, qui fait lui-même partie de l’Office fédéral de l’agriculture OFAG, un office du Département fédéral de l’économie, de la formation et de la recherche DEFR. Le Haras national suisse est situé à Avenches, dans le canton de Vaud.

## Histoire

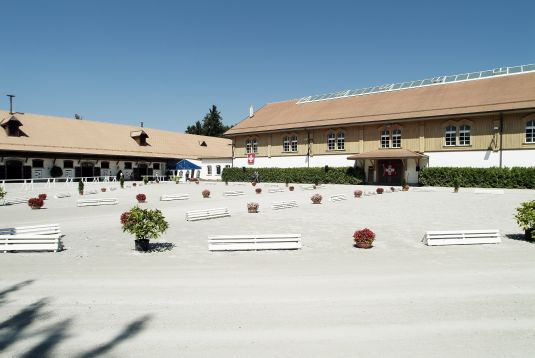
La cour du Haras national suisse.

Dans la seconde moitié du XIXe siècle, la Confédération suisse prend des mesures pour la promotion de l’élevage chevalin en créant un dépôt d’étalons à Thoune (canton de Berne), qui, très vite devient trop petit. La décision est prise en 1898 de créer un dépôt d’étalons à Avenches. Quelque 150 hectares de terres sont alors achetés (à 173 propriétaires).
Le nouveau haras, qui s’appelle alors Dépôt d’étalons et de poulains, accueille ses premiers pensionnaires en 1901. Jusqu’en 1927, le Dépôt fédéral d'étalons et de poulains ne possède que des étalons, des chevaux de travail et des poulains mâles élevés comme élèves-étalons. C’est à cette époque qu’il acquiert pour la première fois 10 juments poulinières de la race des Franches-Montagnes et devient le Haras fédéral. Sous l’impulsion de ses directeurs successifs, le Haras fédéral s’enrichit de transformations architecturales progressives avec la construction d’un nouveau bâtiment pour les juments dès 1939, d’une clinique dès 1959 et d’un centre de reproduction à la fin du XXe siècle. L’institution se développe encore en 1942 avec l’acquisition d’un domaine agricole dans le Jura.
Une partie du haras est privatisée en 1997, ce qui permet la construction de l’IENA (Institut équestre national Avenches), centre hippique pluridisciplinaire. Le Haras national suisse reste une institution fédérale financée par la Confédération, mais il est redimensionné. Alors que le nombre d’étalons reste stable, le troupeau de poulinières disparaît. Le haras se concentre dès lors sur des tâches fondamentales comme la formation, la recherche appliquée et la garde d’étalons de première qualité. 

## Mandat
Le Haras national suisse soutient une production chevaline agricole durable, couvrant l'ensemble du pays, participant aux autres objectifs de la politique agraire suisse, de manière compétitive et respectueuse des besoins naturels de l'espèce. Dans ce but, il adopte un rôle de centre de compétences, développe et met à disposition des producteurs, des organisations professionnelles d'élevage et de mise en valeur, ses infrastructures, des animaux reproducteurs, un savoir-faire et des connaissances adaptés aux besoins pour leur permettre de résoudre les problèmes actuels et futurs. Il concentre ainsi ses efforts pour offrir des prestations de pointe dans les domaines de la formation, de la zootechnie, de la recherche et de la promotion, en fonction des besoins des actrices et des acteurs de la filière.
Le Haras fournis les ânes qui accompagnent Saint Nicolas lors de son cortège à Fribourg.

### Missions
Elles sont au nombre de trois.

#### Formation

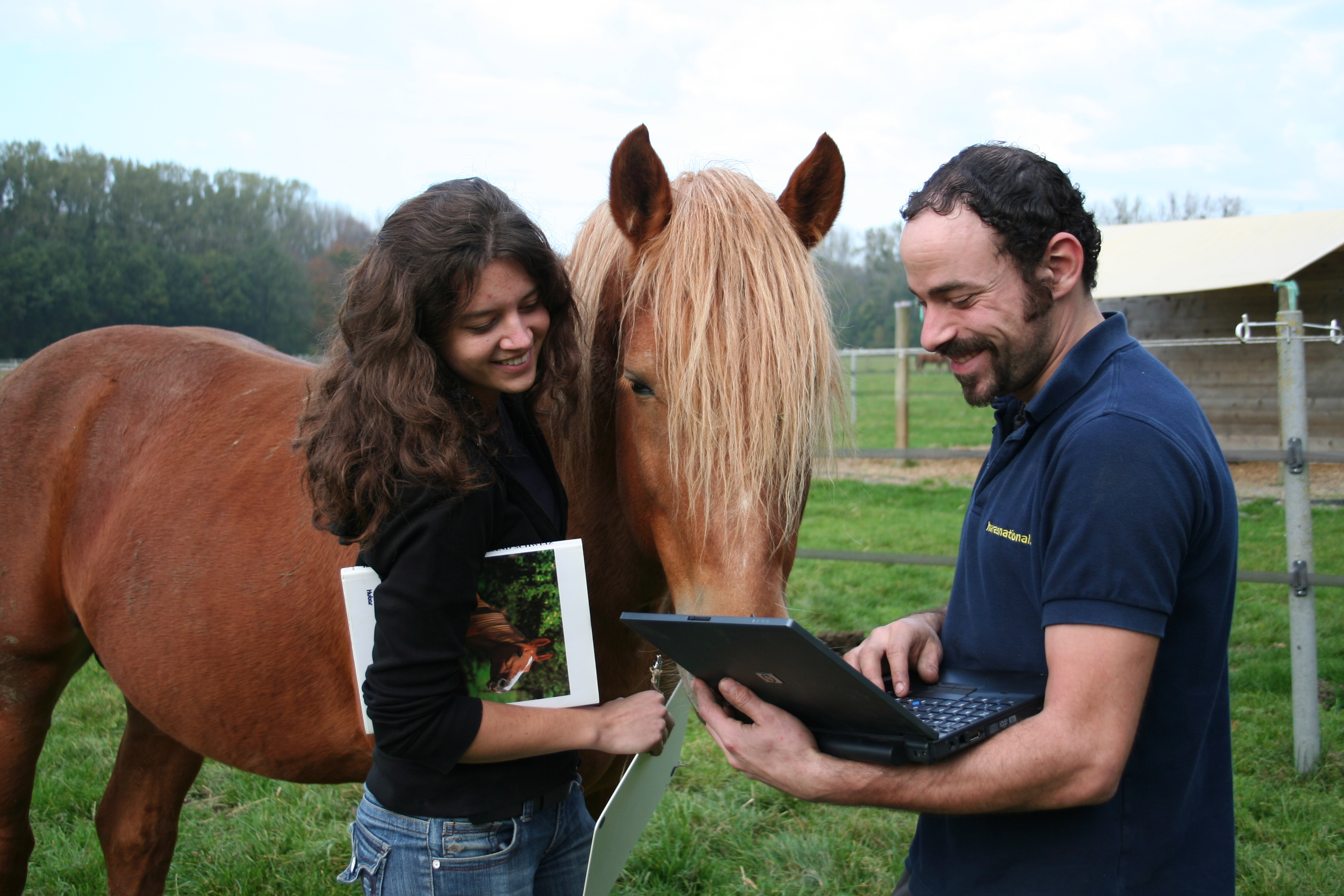
Formation au Haras national suisse (HNS).

Le Haras national suisse met son savoir et ses compétences à disposition des éleveurs et détenteurs de chevaux. Les prestations fournies forment une large palette de cours pratiques et théoriques dispensés par les spécialistes du haras (vétérinaire, agronome, éthologue, historien, écuyer, atteleur, maréchal-ferrant, artisan, etc.) ou par des spécialistes externes pour certains thèmes pointus, tels que programmes de formation pour chevaux, ou pour les hommes de chevaux. Spécialistes, étudiants ou simples intéressés ont accès à de nombreuses informations au Bureau de conseils cheval, ainsi qu’au Centre de documentation du cheval.

#### Mise en valeur et soutien de la race des Franches-Montagnes

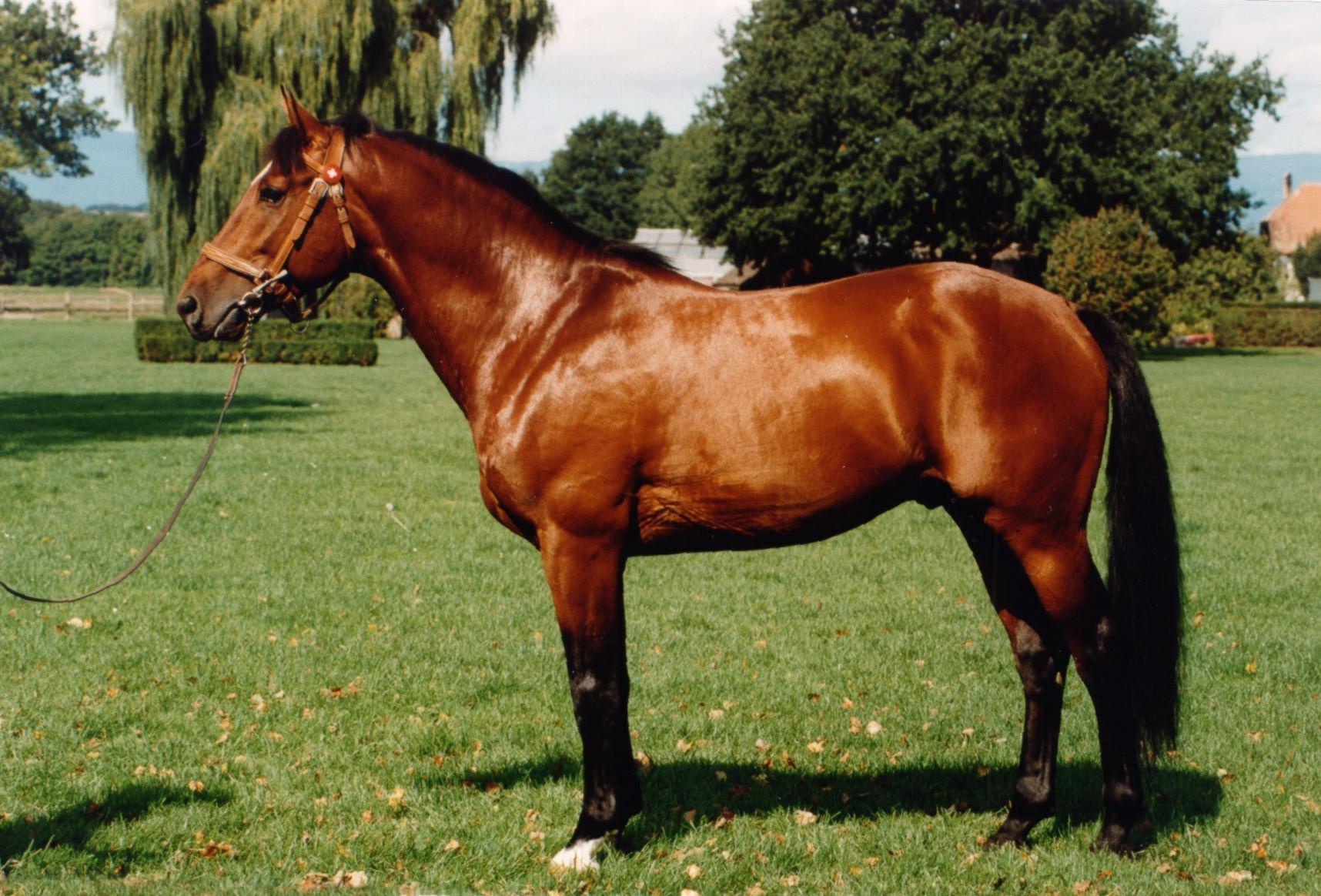
Népal, étalon reproducteur de la race Franches-Montagnes, propriété du Haras national suisse.

Le Haras national suisse HNS accorde une attention particulière au cheval franches-montagnes, seule race typiquement suisse existante aujourd’hui, toutes les autres ayant progressivement disparu de nos contrées. Le franches-montagnes est le dernier représentant des chevaux de trait léger en Europe de l’ouest. Cheval polyvalent, il est un compagnon idéal pour l’équitation de loisir, l’attelage, les travaux agricoles et forestiers et l’hippothérapie.

#### Recherche

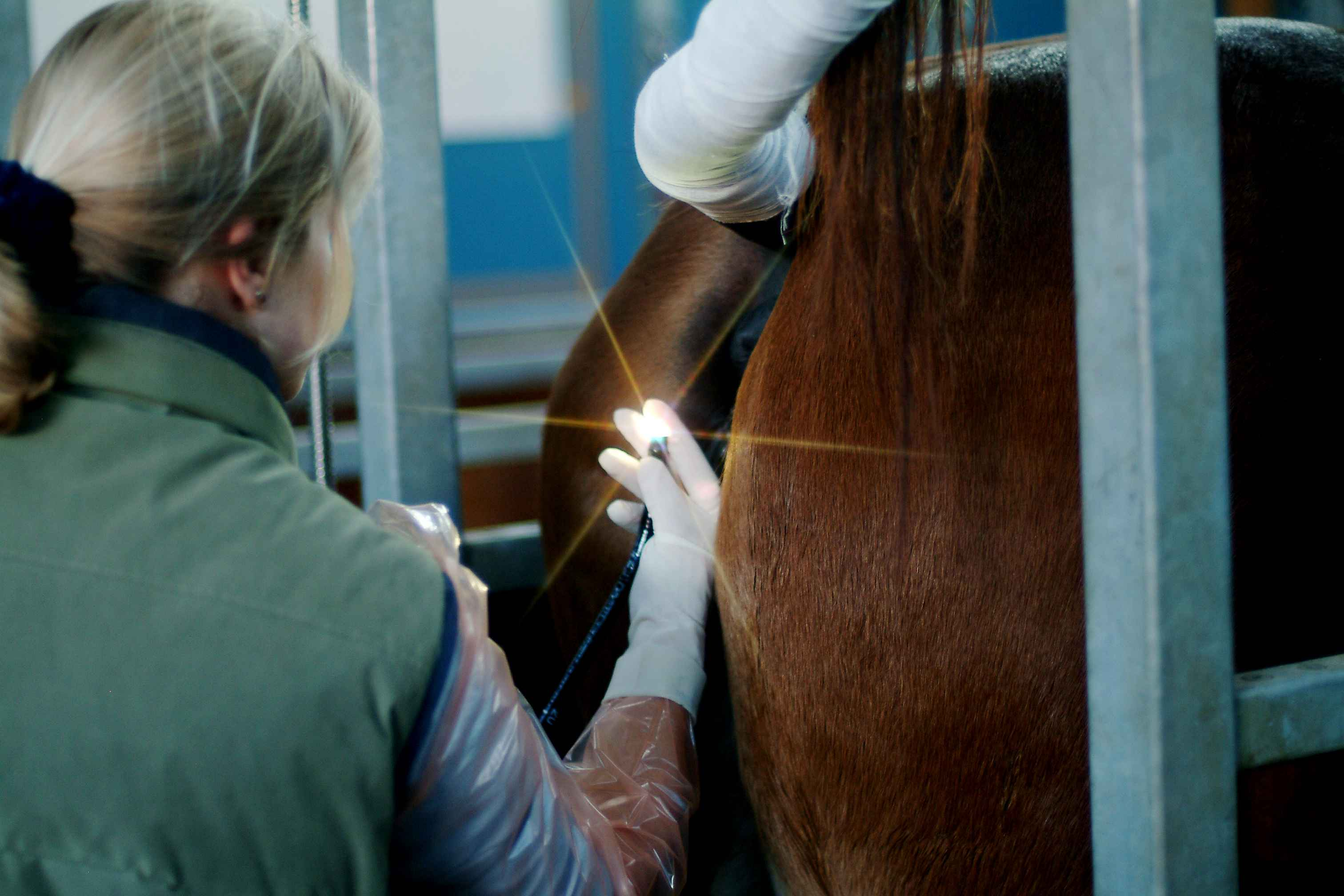
Insémination d'un jument au Haras national suisse.

Le Haras national suisse HNS s’investit dans la recherche appliquée, particulièrement dans les études visant à améliorer le comportement, la santé et la fécondité des chevaux. On y étudie ainsi la génétique, les maladies infectieuses et héréditaires, la zootechnie et on travaille à l’amélioration des méthodes naturelles de reproduction et de fécondation, ainsi que des techniques d’insémination et de transfert d’embryons. Les travaux de recherche du haras se font en collaboration avec un réseau de partenaires, notamment les facultés vétérinaires, les hautes écoles et les organisations d’élevage chevalin. Les résultats de la recherche sont tout d’abord appliqués dans la pratique au HNS et transmis à l’extérieur par le biais de publications et des nombreux cours.

## Activités
Le nombre d’équidés augmente en Suisse de manière constante. Les détenteurs ne disposent plus du savoir-faire nécessaire à des conditions de garde respectueuses de l’espèce. Pour pallier ce manque, le HNS met son savoir et ses compétences à disposition des éleveurs et détenteurs de chevaux. L'infrastructure et le savoir-faire de ses collaborateurs garantissent des prestations de haute qualité.

### Formation du cheval
Le haras donne la possibilité de débourrer de jeunes chevaux à l’attelage et sous la selle ; il procède également à la préparation et la présentation de jeunes étalons aux épreuves d’élevages. La formation est adaptée aux besoins de chaque cheval, pour un apprentissage solide et respectueux. Pour chacun, un plan de travail est instauré, en accord avec le propriétaire, qui est invité en tout temps à venir assister aux leçons. Un contrat de formation est établi de manière à offrir à chaque propriétaire une base clairement définie.

### Formation humaine
Le Haras national suisse propose des cours de formation continue, notamment dans les domaines vétérinaire, de l’élevage, de la détention des chevaux, de l’alimentation, de l'attelage et de la maréchalerie. L’offre s’étend du cours de base au cycle de formation complet tel que le cours Equigarde qui comprend 22 journées de cours. Il s’agit d’une formation systématique et détaillée dans les domaines de l’élevage et de la garde des chevaux. Très variée, la formation Equigarde comporte une partie théorique, des exercices pratiques, des démonstrations ainsi que des excursions dans le terrain. Le Haras national suisse est également partenaire de la Haute école suisse d’agronomie HESA pour les formations de Bachelor of Science en agronomie (avec spécialisation sciences équines), ainsi que Equigarde Plus (certificat de formation continue pour les professionnels du cheval). 

#### Apprentissages et stages
Le Haras national suisse HNS est une institution publique qui s’engage pour la formation des jeunes. Il offre des places d’apprentissages et de stage dans les professions suivantes : écuyer/ère, gardien/ne de chevaux, ou encore maréchal/e-forgeron/ne, sellier/ère, employé/e de commerce, assistant/e en médecine vétérinaire.

#### Conseils
Créé en 2000, le bureau de conseils est un service proposé par le haras. Des spécialistes répondent aux demandes qui leur sont faites par des privés ou des institutions, de manière neutre et non engagée. Par ses spécialistes, le bureau de conseils du Haras national suisse HNS est à même d’offrir des compétences dans les domaines de l'élevage (bases génétiques, accouplement, sélection); de la garde (recherche sur le comportement, bases légales, formes de détention, systèmes d'écurie, paddocks, pâturages, infrastructures) ; de l'alimentation; de l'hygiène, des maladies et accidents ; de la fécondité et des méthodes de reproduction ; des soins aux sabots ; des juments poulinières, des étalons reproducteurs, de jeunes chevaux d'élevage, de chevaux en pension ; de l'économie d'entreprise ; des aspects juridiques ou d'assurances ; de la formation de chevaux, des cavaliers ou des meneurs.

#### Centre de documentation
Avec la mise à disposition d'un vaste ensemble de documents et de publications centrés sur les problématiques actuelles de la garde et de l'élevage du cheval, le centre de documentation joue un rôle déterminant dans le transfert de connaissances autour du cheval et dans l'amélioration de ses conditions de garde et de bien-être. Il offre un accès aux documents sur l’histoire de l’élevage, on y trouve également des ouvrages spécialisés, une banque d’images, le tout sur papier ou en version électronique.

### Sauvegarde de la race Franches-Montagnes
Le Haras national suisse met à disposition des éleveurs une soixantaine d’étalons franches-montagnes, ainsi qu’un stock de semence, comprenant toutes les lignées. La survie, de même que la diversité génétique de la race suisse, sont ainsi assurées. La participation du haras à de nombreuses manifestations en Suisse et à l’étranger, où le franches-montagnes est présenté dans de nombreuses  disciplines équestres (attelage, équitation classique, monte américaine, etc.), offre une bonne notoriété à la race, propice à son développement et à sa commercialisation.

### Recherche appliquée
Le service vétérinaire gère la santé des chevaux du site d’Avenches. Il poursuit de nombreuses recherches dans le domaine de la santé, du comportement et de la génétique des chevaux. Il développe et applique en pratique les découvertes et offre ainsi de nombreuses prestations aux propriétaires de chevaux. Le personnel de la clinique est également très actif dans le domaine de la formation et du perfectionnement des hommes de chevaux.

#### Centre de reproduction
Le centre de reproduction du Haras national suisse HNS poursuit de nombreuses recherches dans le domaine de la fécondité des chevaux. Il développe et applique en pratique les résultats des recherches et offre ainsi de nombreuses prestations aux propriétaires de juments et d'étalons, en particulier dans le domaine de la fécondité.

### Promotion des métiers traditionnels
La forge  est composée d’une équipe spécialisée dans la maréchalerie, la réparation et la restauration de voitures d’attelage, le cerclage de roues et la construction métallique de boxes ou d'installations. Elle participe également à la formation des hommes de chevaux, forme régulièrement deux à trois apprentis afin qu’ils obtiennent le diplôme de maréchal-ferrant. La menuiserie est composée d’un charron ayant les compétences nécessaires pour toutes les questions relatives aux constructions en bois et manufacture de roues. La sellerie est composée d’un maître sellier qui s’occupe de la confection, de la rénovation de nombreuses pièces en cuir et de différentes tâches. La sellerie offre également une place d’apprentissage de sellier.
La mise en valeur des infrastructures, les nombreux travaux d’entretien et les transports sont assurés par une équipe de spécialistes provenant du site.

### Bases légales
- RS 910.1 : Loi fédérale du 29 avril 1998 sur l'agriculture (Loi sur l'agriculture, LAgr)

	Art. 141 Promotion de l’élevage (d’animaux de rente) 
	Art. 147 Haras fédéral 
- RS 916.310 : Ordonnance du 7 décembre 1998 sur l'élevage

	Art. 14 Haras fédéral
- RS 910.11 : Ordonnance du 18 octobre 2000 sur les émoluments perçus par l'Office fédéral de l'agriculture (OEmol OFAG)

### Sources
- site officiel du Haras national suisse HNS
- Brochure visites guidées du Haras national à Avenches
- Plaquette HNS 2005
- Agroscope rapport annuel 2008 (version PDF)